# Gelmar, Hunedoara
Gelmar este un sat ce aparține orașului Geoagiu din județul Hunedoara, Transilvania, România.

## Imagini

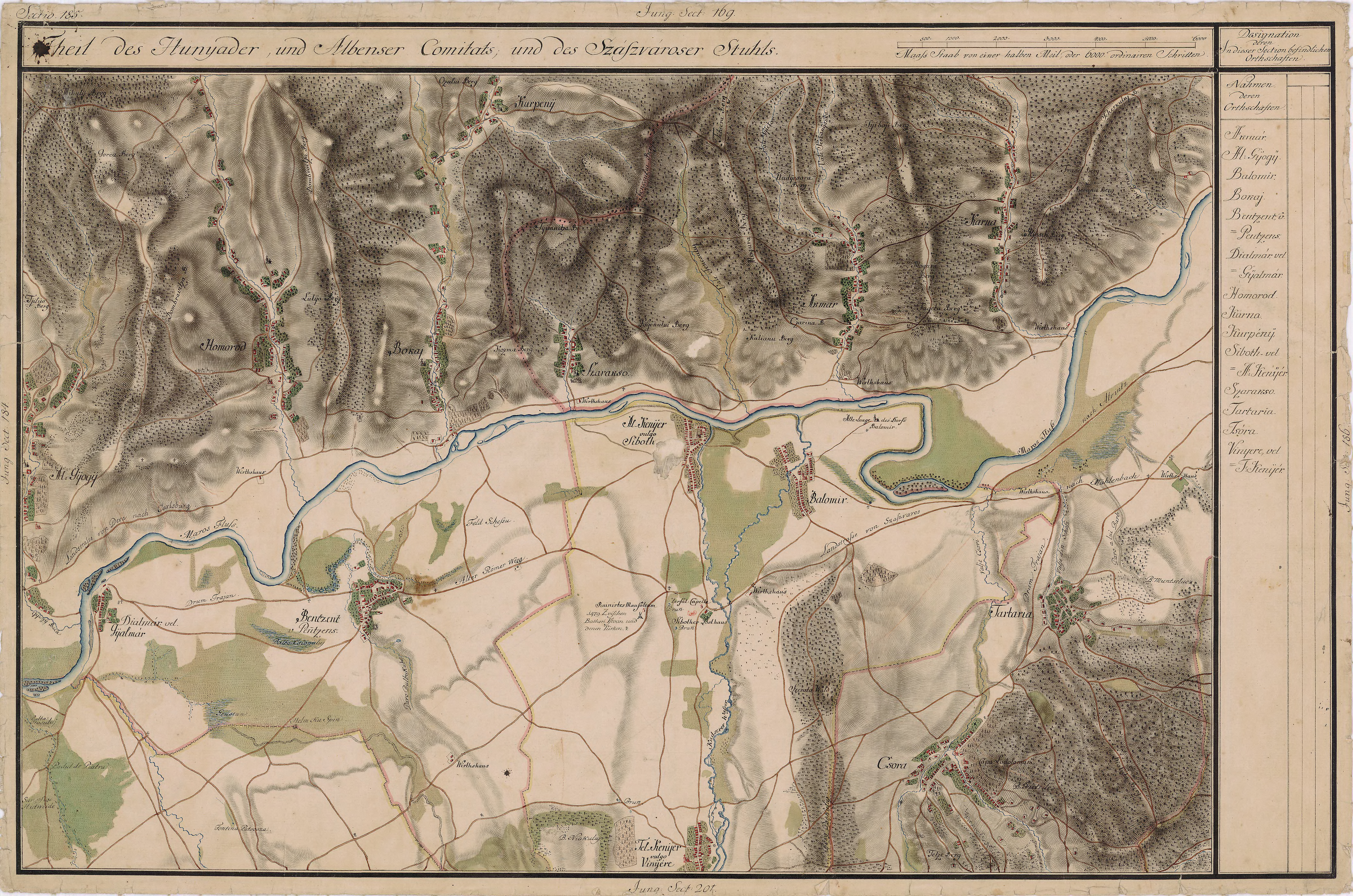
Gelmar pe Harta Iosefină a Transilvaniei, 1769-1773
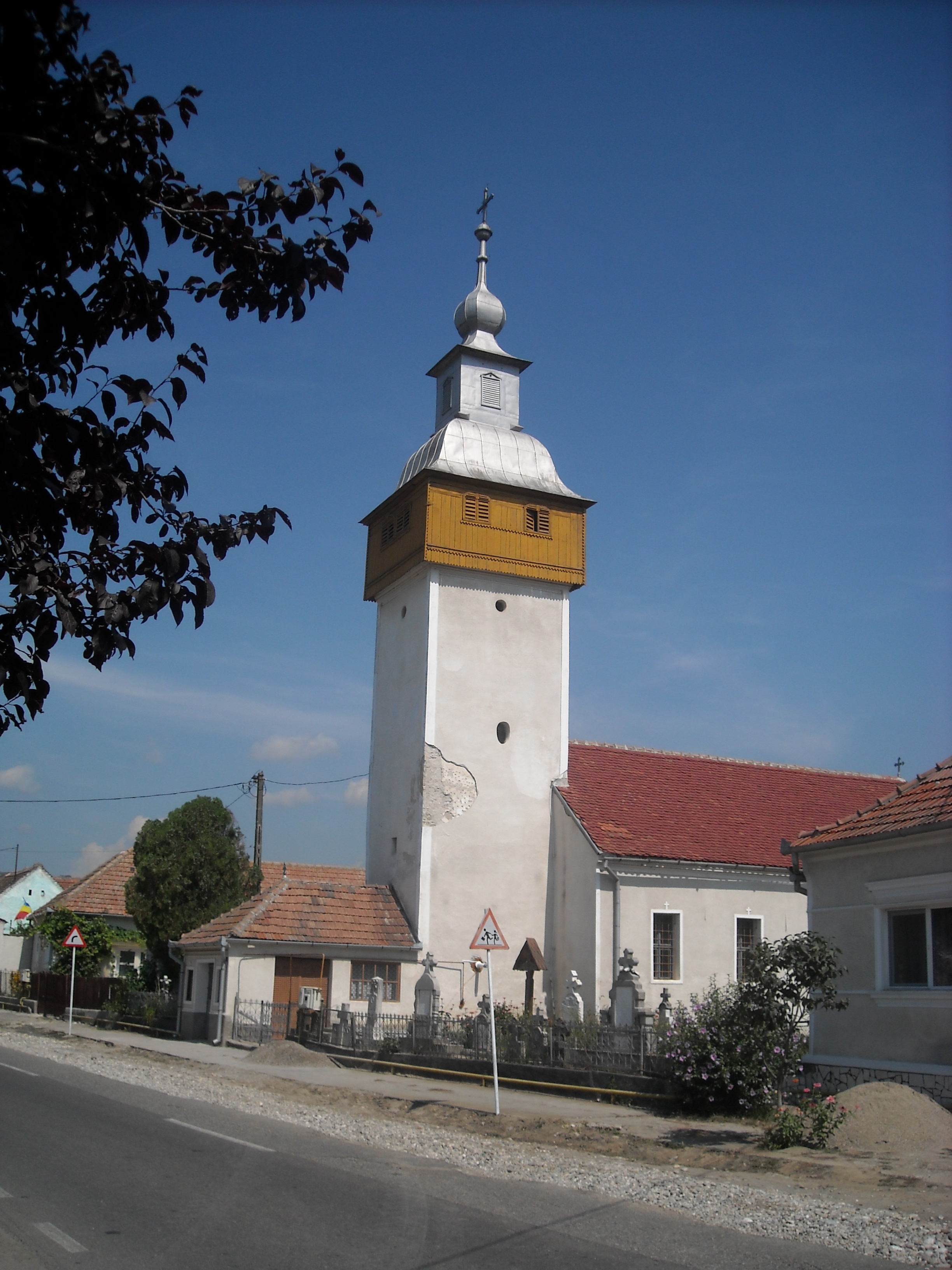
Biserica ortodoxă din Gelmar